# Levente Balázs Martos

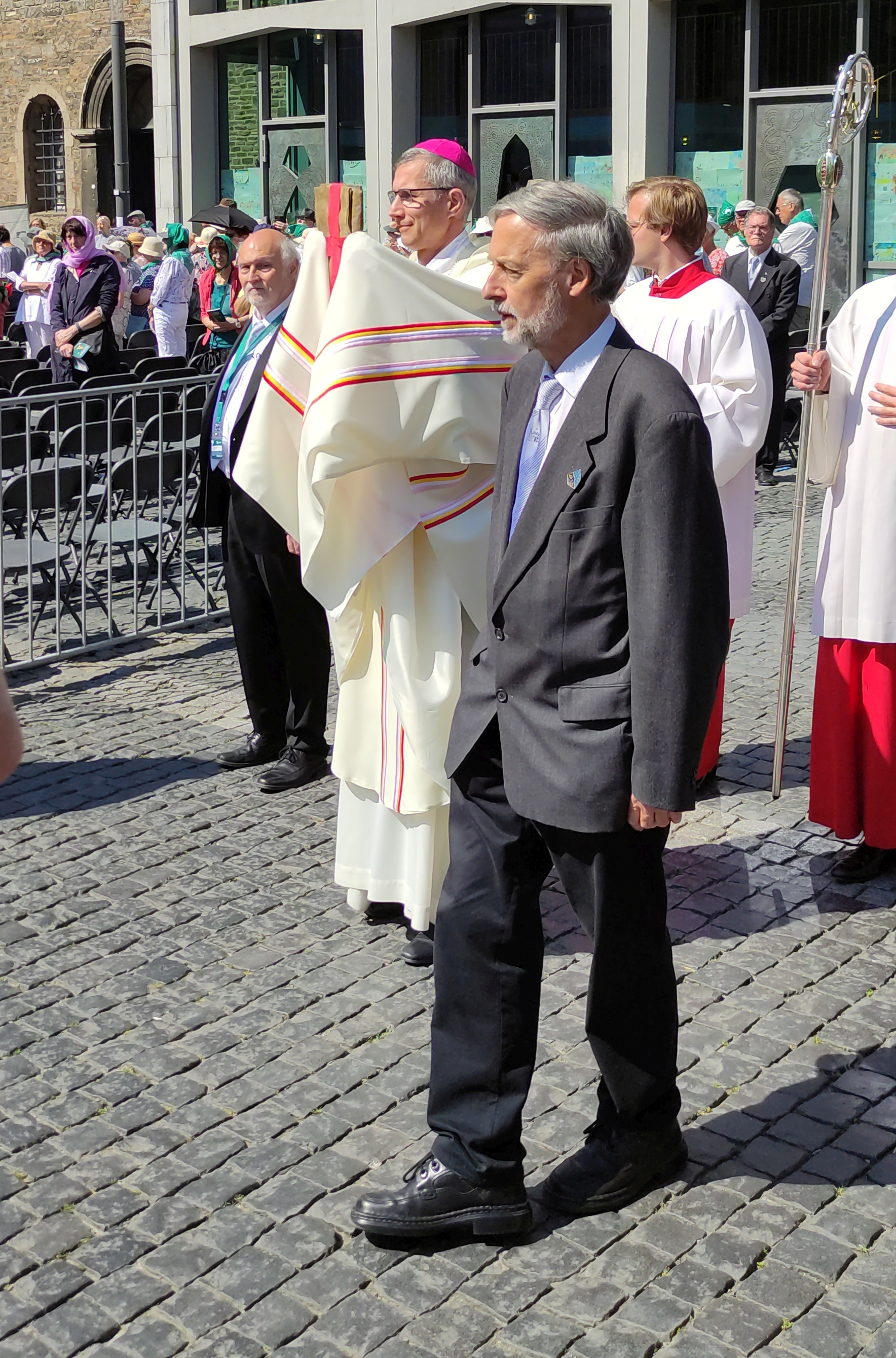
Levente Balázs Martos auf der Aachener Heiligtumsfahrt, 2023

Wappen von Levente Balázs Martos

Levente Balázs Martos (* 18. November 1973 in Szombathely) ist ein ungarischer römisch-katholischer Geistlicher, Neutestamentler und Weihbischof in Esztergom-Budapest.

## Leben
Levente Balázs Martos wuchs in Sárvár als Sohn einer katholischen Mutter und eines evangelischen Vaters auf. Ab 1988 besuchte er das Franziskanergymnasium Pelbart von Temeswar in Esztergom. Nachdem er dort den Schulabschluss erlangt hatte, studierte er Philosophie und Katholische Theologie am zentralen Priesterseminar in Budapest (1992–1994) und an der Päpstlichen Universität Gregoriana in Rom (1994–1997). Martos wurde 1997 in Rom zum Diakon geweiht und empfing am 27. Juni 1998 in Szombathely das Sakrament der Priesterweihe für das Bistum Szombathely. Danach setzte er seine Studien am Päpstlichen Bibelinstitut fort, an dem er im Jahr 2000 ein Lizenziat im Fach Biblische Exegese erwarb. Während seiner Studienzeit in Rom war Martos Alumnus des Pontificium Collegium Germanicum et Hungaricum de Urbe. Außerdem absolvierte er von 1997 bis 1998 einen Studienaufenthalt an der Hebräischen Universität Jerusalem.
Martos war zunächst von 2000 bis 2007 als Pfarrvikar der Kathedrale Mariä Heimsuchung in Szombathely und als Religionslehrer tätig. Daneben wurde er 2002 nach weiterführenden Studien an der Katholischen Péter-Pázmány-Universität (PPKE) in Budapest mit der Arbeit Heiligkeit und Freiheit. Heiligkeit als Schlüssel paulinischer Ethik in 1 Kor 5–7 zum Doktor der Theologie im Fach Bibelwissenschaft promoviert. Darüber hinaus leitete er von 2002 bis 2007 die Ortsgruppe Szombathely der Keresztény Értelmiségiek Szövetsége („Vereinigung christlicher Intellektueller“, KÉSZ).
Von 2008 bis 2013 lehrte Martos an der Theologischen Hochschule Ferenc Gál in Szeged, bevor er Präfekt am Priesterseminar in Győr wurde und 2017 zusätzlich Spiritual am Kolleg Johannes Paul II. in Szombathely. Zudem wirkte er in Győr in der Behinderten- und Krankenhausseelsorge. 2010 erfolgte an der Katholischen Péter-Pázmány-Universität mit der Arbeit Zsoltáridézetek Pál apostol leveleiben („Psalmenzitate in den Briefen des Apostels Paulus“) die Habilitation für das Fach Bibelwissenschaft. Nachdem Martos von 2018 bis 2019 kurzzeitig als Verantwortlicher für die Katholische Erwachsenenbildung im Bistum Szombathely und als Hochschulseelsorger gewirkt hatte, wurde er Regens des zentralen Priesterseminars in Budapest. Ferner erwarb er 2019 am Institut für psychische Gesundheit der Semmelweis-Universität einen Abschluss im Fach geistliche Begleitung. Im selben Jahr wurde Martos zudem Privatdozent und 2022 schließlich Professor an der Katholischen Péter-Pázmány-Universität sowie Leiter der dortigen Abteilung für biblische Sprachen. Daneben lehrte er bereits ab 2000 an der Theologischen Hochschule in Szombathely und ab 2007 an der Theologischen Hochschule in Győr. Außerdem gehört Martos seit dem 18. Oktober 2014 der Päpstlichen Bibelkommission an. Überdies war er Schirmherr und Mitglied des Kuratoriums der Internationalen Bibelkonferenz von Szeged. Neben seiner akademischen Tätigkeit engagierte sich Martos in der Marriage-Encounter-Bewegung und fungierte ab 2021 als Malteserseelsorger.
Am 3. Februar 2023 ernannte ihn Papst Franziskus zum Titularbischof von Treba und zum Weihbischof in Esztergom-Budapest. Der Erzbischof von Esztergom-Budapest, Péter Kardinal Erdő, spendete ihm am 4. März desselben Jahres in der St.-Stephans-Basilika in Budapest die Bischofsweihe; Mitkonsekratoren waren der Apostolische Nuntius in Ungarn, Erzbischof Michael Wallace Banach, und der Bischof von Szombathely, János Székely. Sein Wahlspruch Veritatem diligis („Du liebst die Wahrheit“) stammt aus Ps 51,8 . Als Weihbischof ist Martos weiterhin als Professor für Bibelwissenschaft an der Katholischen Péter-Pázmány-Universität und als Regens des zentralen Priesterseminars in Budapest tätig.

## Schriften (Auswahl)
- Heiligkeit und Freiheit. Heiligkeit als Schlüssel paulinischer Ethik in 1 Kor 5–7. Pázmány Péter Katolikus Egyetem Hittudományi Kar, Budapest 2002.
- Szentség és szabadság. A szentség mint a páli etika kulcsfogalma az 1 Kor 5–7-ben. In: Huba Rózsa (Hrsg.): Az ige szolgálatában. A 60 éves Tarjányi Béla köszöntése. Szent István Társulat, Budapest 2003, ISBN 978-963-361-466-2, S. 147–160.
- Krisztus, a mi húsvéti bárányunk. Retorikai és hagyománytörténeti szempontok 1 Kor 5,7 kapcsán. In: Teológia. Band 42, 2008, S. 14–26.
- Tanító és tanítvány viszonya Szent Pál műveiben. In: Deliberationes. Band 1, 2008, S. 127–143.
- Szívembe rejtem szavaidat. Jegyzetek Isten szavának teológiájához. Szombathely 2009, ISBN 978-963-06-7289-4.
- Szent Pál és az „Írások”. Kutatástörténeti áttekintés. In: Deliberationes. Band 2, 2009, S. 59–94.
- Paulus – unser Vater im Glauben. Frühe Paulusrezeption und modernes Paulusbild. In: Deliberationes. Band 3, 2010, S. 115–125.
- Krisztus mint Isten üdvajándéka a páli levelekben. Krisztus Jézus Istentől bölcsességünkké, megigazulásunkká, megszentelődésünkké és megváltásunkká lett. (1 Kor 1,30). In: Mihály Kránitz, Attila Puskás (Hrsg.): Jézus a mi Üdvözítőnk. Konferenciakötet a megváltás művéről (= Varia theologica. Band 2). Szent István Társulat, Budapest 2010, ISBN 978-963-277-230-1, S. 73–95.
- Legyetek követőim! Képek a tanító Pál apostolról. Győri Hittudományi Főiskola, Győr 2010, ISBN 978-963-88359-1-8.
- Zsoltáridézetek Pál apostol leveleiben. Pázmány Péter Katolikus Egyetem Hittudományi Kar, Budapest 2010.
- Misztikus malom. Zsoltáridézetek a páli levelekben. Sapientia Főiskola. L’Harmattan, Budapest 2012, ISBN 978-963-236-518-3.
- Gianfranco Ravasi, Levente Balázs Martos: Lámpás a titkok tengerén a hit válaszai. Szent István Társulat, Budapest 2013, ISBN 978-963-277-285-1.
- Authority of a Forgiven King: David’s Psalms in the Letter to the Romans. In: Isaac Kalimi, Tobias Nicklas, Géza G. Xeravits (Hrsg.): Scriptural authority in early Judaism and ancient Christianity. De Gruyter, Boston 2013, ISBN 978-3-11-029553-5, S. 261–278.
- Márk evangéliuma. Szent István Társulat, Budapest 2014, ISBN 978-963-277-507-4.
- Narratív kritikai megfontolások a márki szenvedéstörténettel kapcsolatban. In: Attila Puskás, László Perendy (Hrsg.): A szenvedő ember Isten színe előtt (= Varia theologica. Band 6). Szent István Társulat, Budapest 2014, ISBN 978-963-277-522-7, S. 78–94.
- Három példabeszéd Isten türelméről. In: Pannonhalmi Szemle. Band 23, Nr. 4, 2015, S. 7–18.
- Walter Kasper, Levente Balázs Martos: Luther Márton az ökumené jegyében. Vigilia, Budapest 2016, ISBN 978-963-9920-53-8.
- Ábrahám áldozata. Közelítések a narratív kritika és a narratív teológia oldaláról. In: Géza Kuminetz (Hrsg.): Lángolt a szívünk… (Lk 24,32) A hetvenéves Takács Gyula köszöntése. Szent István Társulat, Budapest 2017, ISBN 978-963-277-713-9, S. 138–157.
- Biblikus teológia – dialogikus formában? In: Máté Hidvégi (Hrsg.): Oriental Studies and Interfaith Dialogue. Essays in Honour of József Szécsi. L’Harmattan, Budapest 2019, ISBN 978-963-414-489-2, S. 413–428.
- Prophet and Remnant, Crisis and Renewal. Paul’s Use of the Elijah Story in Romans 11. In: Studia Biblica Slovaca. Band 12, Nr. 2, 2020, S. 252–265.
- Virágzó mandulafát látok. Bibliai képek, fogalmak és történetek. Jezsuita Kiadó, Budapest 2022, ISBN 978-963-442-047-7.
- Mi az ember? (Zsolt 8,5). A bibliai antropológia néhány szempontja a Pápai Biblikus Bizottság 2019-es dokumentumának fényében. In: Géza Kuminetz (Hrsg.): Iustitia duce, caritate comite. Válogatott tanulmányok Erdő Péter bíboros, prímás-érsek 70. születésnapjára. Szent István Társulat, Budapest 2022, ISBN 978-963-612-013-9, S. 184–197.
- Mutual Vulnerability? Asymmetric Relationships in Biblical Anthropology. In: The Biblical Annals. Band 12, Nr. 3, 2022, OCLC 9635033069, S. 431–449.
- Was ist der Mensch? (Ps 8,5) Zum neuen Dokument der Päpstlichen Bibelkommission über biblische Anthropologie. In: Bogoslovska smotra. Band 92, Nr. 1, 2022, OCLC 1337589189, S. 17–37.